# Campagne de Syrie (1941)
Pour les articles homonymes, voir Campagne de Syrie.
Seconde Guerre mondiale
Batailles
Batailles et opérations des campagnes d'Afrique, du Moyen-Orient et de Méditerranée
- Guerre du Désert
- Campagne d'Afrique de l'Est
- Campagne d'Afrique du Nord
- Bataille de la Méditerranée
- Bombardements italiens de la Palestine mandataire
- Bombardement du Bahreïn
- Campagne du Gabon
- Campagne des Balkans
- Guerre anglo-irakienne
- Campagne de Syrie
- Résistance en Grèce
- Opérations en Yougoslavie
- Opérations anti-partisans en Croatie
- Invasion anglo-soviétique de l'Iran
- Bataille de Madagascar
- Offensive de Belgrade
- Campagne d'Italie
- Résistance en Macédoine

Front d'Europe de l'Ouest

Front d'Europe de l'Est

Bataille de l'Atlantique

Guerre du Pacifique

Guerre sino-japonaise

Théâtre américain
La campagne de Syrie, ou opération Exporter, désigne l'invasion par les Britanniques de la Grande Syrie (actuellement Syrie et Liban), alors contrôlée par le gouvernement français, lors de la Seconde Guerre mondiale entre juin et juillet 1941 après que la région a servi de support à des activités allemandes lors de la guerre anglo-irakienne.
L'invasion du Levant français (opération Exporter du 8 juin au 11 juillet 1941) est menée sous le commandement en chef du général britannique Henry Maitland Wilson avec des troupes notamment britanniques, indiennes, australiennes et françaises libres.

## Contexte
En avril 1941, les Britanniques sont chassés de Grèce, et, en mai, ils perdent la Crète. Les positions britanniques en Palestine et en Égypte sont menacées par la possibilité directe des Allemands d'envahir la Palestine par la Syrie et donc de prendre le canal de Suez, axe stratégique. En effet le 1er avril 1941, en Irak, Rachid Ali al-Gillani, premier ministre d'Irak pro-allemand, tente un coup d'État. 
Les Allemands veulent soutenir Rachid Ali et demandent à Vichy de disposer de l'aérodrome d'Alep en Syrie. Philippe Pétain envoie François Darlan à Berlin pour donner son accord et envoie le 15 mai 1941 un courrier au général Dentz, commandant les troupes au Levant. 
Charles de Gaulle, prévenu par les Britanniques, décidera de proposer alors à Winston Churchill de reprendre la Syrie vichyste pour neutraliser les forces vichystes et allemandes qui soutiennent le putsch irakien. De son côté, Adolf Hitler a déjà pris quelques dispositions pour préparer le terrain : — envoi de matériel, visite d'officiers ou de « spécialistes » en civil, installation de baraquements et d'une base militaire sur la base de Neirab, près d'Alep. Le service secret britannique a alors alerté Churchill, qui a décidé de franchir le pas. Il a nommé Archibald Wavell commandant en chef, chargé le général Maitand « Jumbo » Wilson de mener à bien l'opération, et fait prévenir de Gaulle.

## Préparatifs
L'attaque doit se dérouler selon trois axes depuis la Palestine : le premier longe la côte jusqu'à Beyrouth ; le deuxième plus à l'est, sur Damas ; le troisième pique au centre au milieu des montagnes pour couvrir le flanc des deux premiers.
La marine britannique doit couvrir le premier axe avec sa puissante artillerie navale. Les Britanniques ont quelque 70 avions en Palestine à opposer aux 92 Français de Syrie. Sur ces 92 avions, un tiers est défectueux, et un autre tiers sera détruit par les forces britanniques. Ils peuvent  aussi compter sur leur aviation basée à Chypre.

## Effectifs des forces en présence

### Troupes alliées
Les troupes alliées sont composées de : 18 000 Australiens (commandés par le lieutenant-général John Lavarack), 9 000 Britanniques, 2 000 Indiens (du général Lloyd), 5 000 membres des Forces françaises libres, qui sont  commandées par le général Paul Legentilhomme. Le 26 mai, De Gaulle en personne passe ses troupes en revue au camp de Qastina : 7 bataillons et une compagnie de chars, présentés par Legentilhomme.

### Troupes françaises
Au 1er juin 1941, les troupes de Vichy de l'armée du Levant commandées par le général Henri Dentz, regroupent 50 000 hommes dont 12 000 Français, 20 000 soldats « indigènes » nord-africains et coloniaux et  17 000 autochtones syriens et libanais.  L’infanterie de l’armée régulière compte 20 bataillons :
- 10 bataillons de tirailleurs nord-africains
  - 3 bataillons du 16e régiment de tirailleurs tunisiens (16e RTT)
  - 3 bataillons du 22e régiment de tirailleurs algériens (22e RTA)
  - 3 bataillons du 29e régiment de tirailleurs algériens (29e RTA)
  - 1 bataillon du 1er régiment de tirailleurs marocains (1er RTM)
- 4 bataillons du 6e régiment étranger d'infanterie (6e REI)
- 3 bataillons du 17e régiment de tirailleurs sénégalais (17e RTS)
- 3 bataillons du 24e régiment d'infanterie coloniale (24e RIC)

Elles ont donc l'avantage du nombre, et surtout de 90 chars opérationnels (contre 9 pour les FFL).

## Déroulement

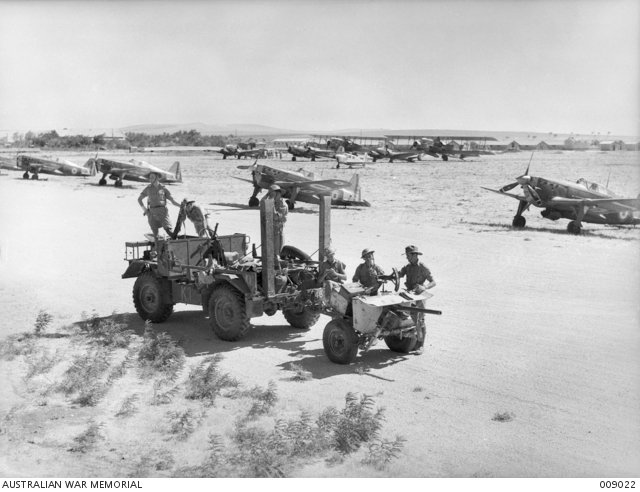
Des soldats australiens devant des Morane-Saulnier MS.406 français sur l'aérodrome d'Alep en juin 1941.

L'attaque commence à 2 h du matin le 8 juin. Dentz croit qu'il s'agit d'une intimidation britannique visant à faire évacuer les Allemands et fait donc rapatrier les Allemands par avion, en vain. Un peu avant 14 h, les Australiens sont déjà devant Tyr, où ils sont bien accueillis (comme à Tibnine). Ils ont plus de mal à franchir le Litani où les vichystes ripostent. Les marines britannique et française s'affrontent le long des côtes. Le 10 juin, la 7e division australienne d'infanterie du général australien Sir John Lavarack avance le long de la côte de Saint-Jean-d'Acre (Palestine) vers Beyrouth, couverte par les canons de la marine britannique, la 5e brigade indienne d'infanterie et les Français libres progressant à l'intérieur vers Damas. Le 14 juin, les troupes britanniques constatent l'absence de troupes allemandes en Syrie, mais continuent néanmoins leur offensive.  Le 15 juin, les Forces françaises libres subissent de lourdes pertes devant Néjah, quelques kilomètres au sud de Damas. Le même jour, la Luftwaffe réalise des frappes sur les positions navales britanniques. Le 16 juin, le Chevalier Paul, un contre-torpilleur venu de Toulon de la classe Vauquelin, se fait torpiller par des avions Swordfish basés à Chypre, et des avions français endommagent deux destroyers britanniques.
Cependant, à partir du 17 juin, la bataille de Kissoué s'enlisant, de nouvelles forces sont engagées (6e division britannique d'infanterie qui intègre alors la 5e brigade indienne, 10e division indienne d'infanterie et la Habforce). Lavarack prend alors le commandement terrestre des opérations menées dans le Sud de la Syrie et au Liban. À compter du 18 juin, il commande toutes les unités sauf la Habforce, la 10e division indienne et la 1re division légère française libre du général Legentilhomme. La Habforce et la Légion arabe pénètrent en Syrie, par l'Irak, le 21 juin.
Les Forces françaises libres entrent à Damas le samedi 21 juin 1941. 
Le 25 juin, le sous-marin français Souffleur est coulé par le sous-marin britannique HMS Parthian au large de Beyrouth.
Les combats cessent le 12 juillet à 0 h 1. L'armistice de Saint-Jean-d'Acre est signé entre le général Henry Maitland Wilson représentant les Alliés et le général Joseph de Verdilhac représentant Vichy le 14 juillet 1941, à Saint-Jean-d'Acre en Palestine mandataire. Pour le général Dentz, les soldats étaient "isolés et sans secours possible". Le général Georges Catroux représentant la France libre est présent aux négociations mais n'est pas invité à signer l'accord. 
Les pertes sont lourdes pour les Australiens, qui ont fait la partie la plus dure de la bataille : 416 tués ; 600 tués et blessés pour les Britanniques et Indiens et 300 tués et blessés parmi les Forces françaises libres qui ont engagé pour cette opération presque toutes leurs forces terrestres.
Les Vichystes enregistrent des pertes de plus de 3 300 soldats, sous-officiers et officiers : 1 094 tués et 2 350 blessés,. Parmi ces 1 094 tués, 1038 étaient de l'armée de terre (76 officiers, 256 sous-officiers et 704 soldats) et 56 étaient membres de l'aviation (7 officiers et 13 officiers disparus, ainsi que 23 sous-officiers et 13 disparus). Environ 3 000 militaires des forces vichystes sont de plus faits prisonniers. 
Il est proposé à ces militaires de rejoindre les Forces françaises libres pour continuer le combat contre l'Allemagne et ses alliés, mais une minorité se rallient alors à la France libre. Ainsi, selon le décompte établi par les Vichystes, si 32 380 militaires, tous grades confondus, optent pour le retour en France ; ils ne sont en revanche que 5 848 militaires à s'engager dans les FFL. Le rapatriement s'effectue par convois de bateaux entre le 7 août et le 27 septembre 1941, les  troupes du Levant embarquant devant les bataillons australiens, à quai,  leur rendant les honneurs militaires.